# Pettson och Findus - Tomtemaskinen
Pettson och Findus - Tomtemaskinen (Nederlands: Pettson & Findus - Pettsons belofte) is een Zweedse animatiefilm uit 2005 onder regie van Jørgen Lerdam & Anders Sørensen, gebaseerd op de kinderboeken Pettson en Findus van Sven Nordqvist.

## Verhaal
Findus vraagt zich af waarom de kerstman nooit bij hem op bezoek komt zoals bij alle andere kinderen. Findus doet hem een belofte dat hij dit jaar wel zal langskomen. Om zijn belofte waar te maken, fabriceert hij een mechanische kerstman. Maar dan zorgt de echte kerstman voor een verrassing.